# Bezirk Podersam
Der Bezirk Podersam (tschechisch Okresní hejtmanství Podbořany, politický okres Podbořany) war ein Politischer Bezirk im Königreich Böhmen. Der Bezirk umfasste Gebiete Nordwesten Böhmens im Středočeský kraj bzw. Ústecký kraj (Okres Rakovník bzw. Okres Louny). Sitz der Bezirkshauptmannschaft war die Stadt Podersam (Podbořany). Das Gebiet gehörte seit 1918 zur neu gegründeten Tschechoslowakei und ist seit 1993 Teil Tschechiens.

## Geschichte
Die modernen, politischen Bezirke der Habsburgermonarchie wurden 1868 im Zuge der Trennung der politischen von der judikativen Verwaltung geschaffen.
Der Bezirk Podersam wurde 1868 aus den Gerichtsbezirken  Jechnitz (tschechisch soudní okres Jesenice) und Podersam (Podbořany) gebildet.
Bezirkshauptmann im Bezirk Podersam waren:
- Theodor Blaschek (* 1831 in Dobritschan; 1869–1882)
- Josef Matschego (1882–1884)
- Josef Süß (1884–1887)
- Maximilian Edler von Matt (1887–1899)
- Heinrich Rzesnick (ab 1899)

Im Bezirk Podersam lebten 1869 38.899 Personen, wobei der Bezirk ein Gebiet von 10,2 Quadratmeilen und 90 Gemeinden umfasste.
1900 beherbergte der Bezirk 42.850 Menschen, die auf einer Fläche von 579,18 km²  bzw. in 92 Gemeinde lebten.
Der Bezirk Podersam umfasste 1910 eine Fläche von 579,17 km² und beherbergte eine Bevölkerung von 43.787 Personen. Von den Einwohnern hatten 1910 42.280 Deutsch als Umgangssprache angegeben. Weiters lebten im Bezirk 1.350 Tschechischsprachige und 157 Anderssprachige oder Staatsfremde. Zum Bezirk gehörten zwei Gerichtsbezirke mit insgesamt 92 Gemeinden bzw. 94Katastralgemeinden.